# シャーロック・ホームズ
シャーロック・ホームズ（Sherlock Holmes）は、19世紀後半に活躍したイギリスの小説家・アーサー・コナン・ドイルの創作した、シャーロック・ホームズシリーズの主人公である、架空の探偵。
彼の活躍する一連の作品は大ヒットして、推理小説の分野に一つの頂点を築いた。その魅力は今なお衰えず、世界中で読み継がれている。シャーロック・ホームズシリーズは「聖書に次ぐベストセラー」ともいう。

## 生涯

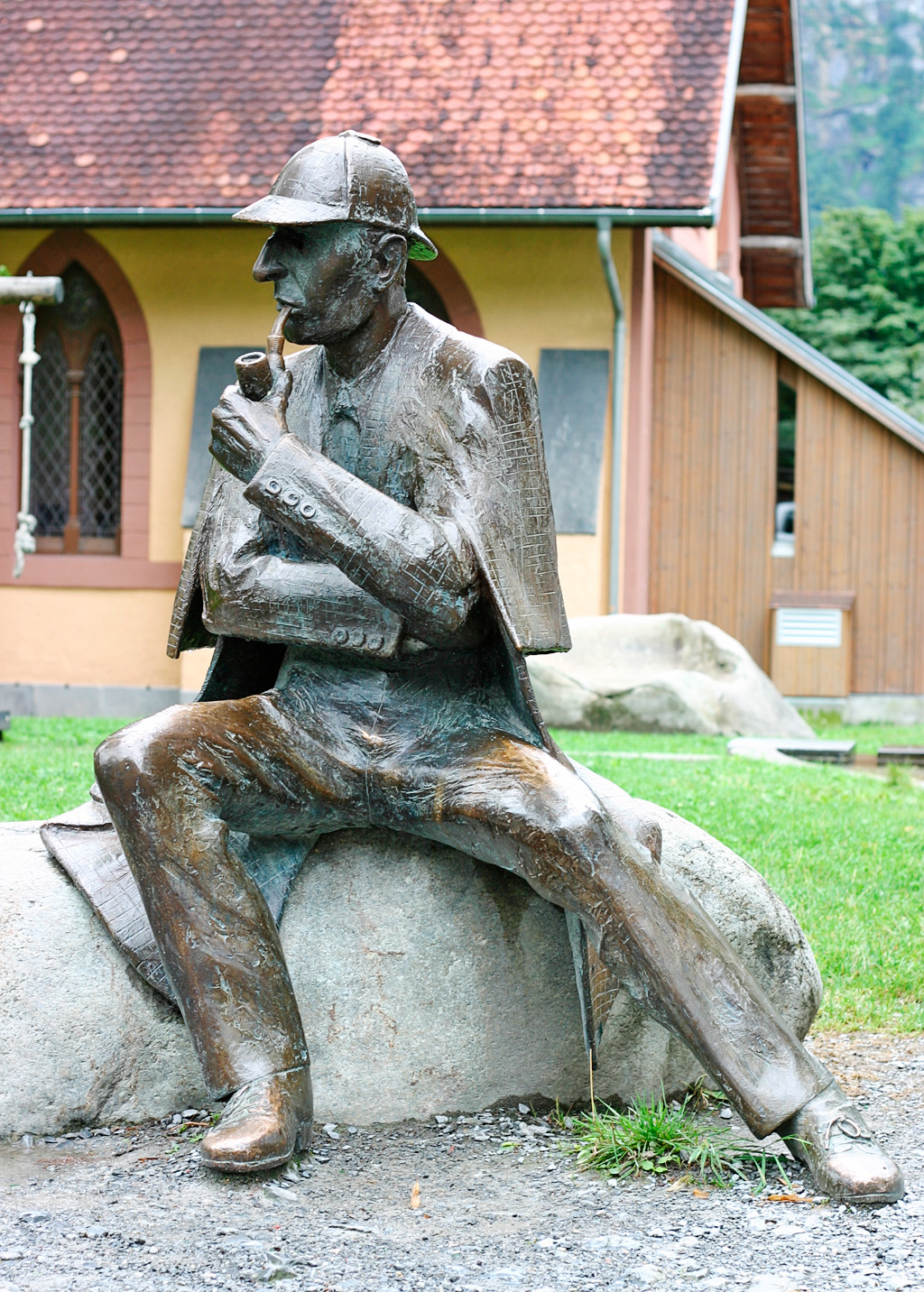
スイスのマイリンゲンにあるホームズ像。インバネスコートに鹿撃ち帽という服装は作中になく、挿絵や演劇によって作られたイメージである

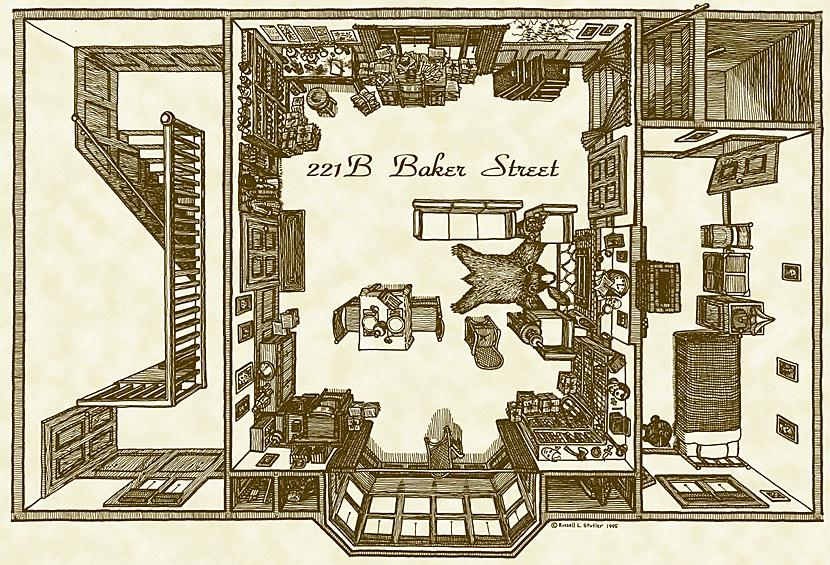
ベーカー街221Bの見取り図

生年や出身地は明確な記述がなく、はっきりしていない。
大学時代に友人の父親にまつわる事件（「グロリア・スコット号事件」）を解決したことで、探偵業を志すようになり、大学卒業後に大英博物館近くのモンタギュー街（Montague Street, 現在のカムデン区）で開業した。1881年、ルームシェアの相手として元軍医のジョン・H・ワトスン博士と初めて出会う（『緋色の研究』）。ホームズはその風采を見ただけでアフガン戦争の復員兵だと見抜き、驚かせた。

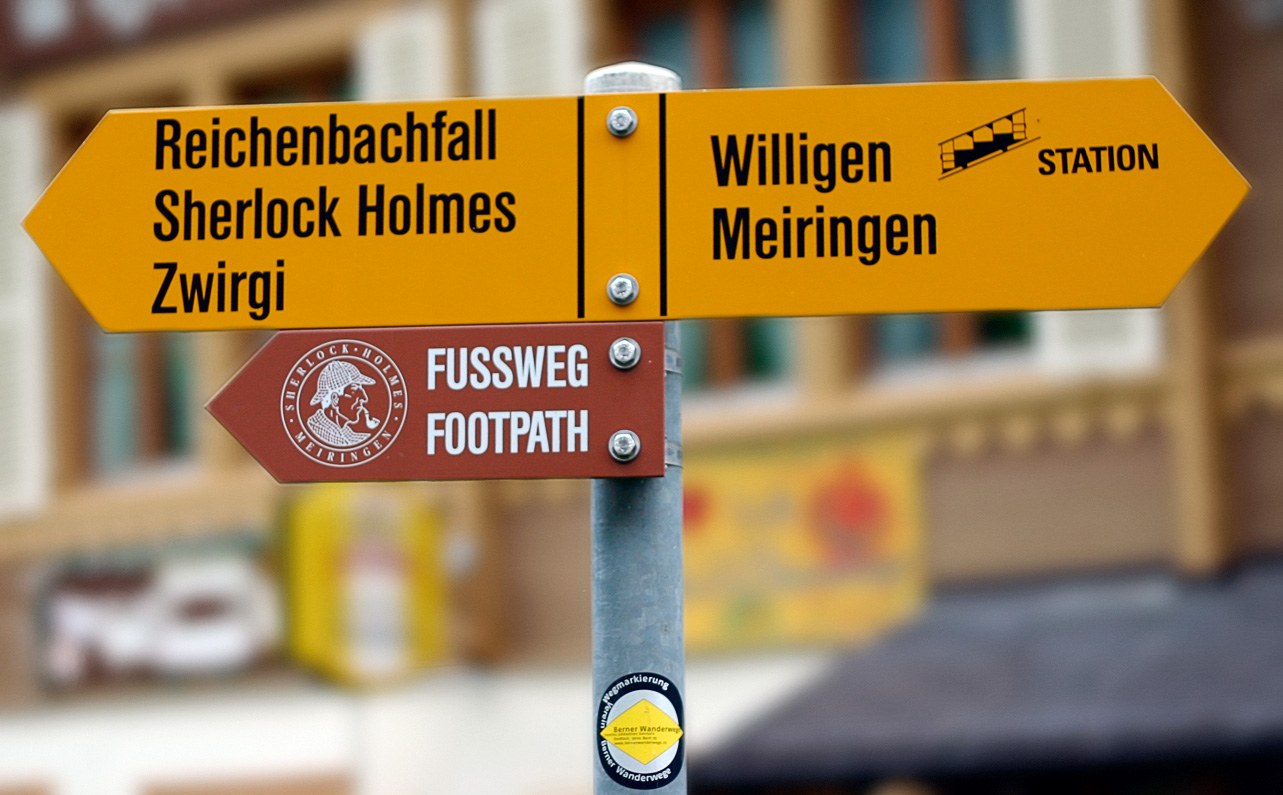
スイスのライヘンバッハにある、ホームズとモリアーティ教授の追跡行の道標

ワトスンと共にベーカー街の下宿（ベーカー街221B）で共同生活を始めた頃から名声が高まり、海外からも事件解決の依頼が寄せられるようになった。1891年に犯罪組織の頭目であるジェームズ・モリアーティ教授との対決（「最後の事件」）で、モリアーティ教授と共にスイスのライヘンバッハ滝にて失踪。モリアーティ教授と滝壺に落ちて死亡したと思われた。だが、落ちたのはモリアーティだけであったと後にわかる（「空き家の冒険」）。ホームズは生きていたが、モリアーティ一味の残党から逃れるために姿を消していたと発言している。また日本を発祥とする東洋武術のバリツを体得していたおかげで、モリアーティ教授との戦いから生き永らえたという（「空き家の冒険」）。
モリアーティ一味の残党から逃れるために姿をくらましてからの行動ははっきりしない（チベットなどアジアにまで足を運んでいたという示唆もある。「空き家の冒険」の項を参照）。ホームズ自身の説明によると、兄のマイクロフト・ホームズに資金を援助してもらいながらモリアーティ一味の残党を倒そうとしたが上手くいかなかったという。
失踪から3年後、モリアーティの腹心の部下であるセバスチャン・モラン大佐を捕まえるため、ホームズはロンドンに戻った。老人に変装してワトスン宅を訪れ、ワトスンが背中を向けた隙に変装を解いて正体を明かすという茶目っ気のある方法で再会したためにワトスンを気絶させるほど驚かせた（「空き家の冒険」）。モラン大佐の逮捕後は、失踪する前と変わらず探偵業を続けた。晩年のホームズは探偵業を引退して田舎で養蜂の研究をしていたが、第一次世界大戦の直前には政府の依頼でドイツのスパイ逮捕に協力した（「最後の挨拶」）。

## 人物像
優れた観察眼と推理力を有し、自らを世界で唯一の「民間諮問探偵」(consulting detective) と称する。ロンドンのベイカー街221Bにあるハドスン夫人所有のアパートで、相棒のジョン・H・ワトスン医師と共同生活をしている。
容姿は『緋色の研究』で詳しく描かれている。体格は痩身で身長は少なくとも6フィート（約183センチメートル）以上の長身、鷲鼻で角張った顎が目立つ。作者のドイル自身はとがった鼻のインディアンの様な風貌を想像していたという。
性格は極めて冷静沈着。行動力に富み、いざ現場に行けば地面を這ってでも事件の一端を逃すまいと血気盛んになる活動家。反対に兄のマイクロフト・ホームズは、シャーロックよりも鋭敏な頭脳を持つが、精力的な捜査に興味がない為に探偵にはならなかった（「ギリシャ語通訳」）。
ヴァイオリンの演奏にも長けており、ストラディヴァリ製のヴァイオリンを所有している。ボクシングはプロ級（当時はベアナックルの「ロンドン・プライズリング・ルールズ」から「クインズベリー・ルール」へ変更した直後）の腕前。拳銃射撃も弾痕でアルファベットを描けるほどの腕前（「マスグレーヴ家の儀式」）。化学実験を趣味とする。ヘビースモーカーであり、ペルシャスリッパの中にタバコをしまう奇妙な性癖があった。事件がなく退屈すると、アヘンやコカインやモルヒネを使う薬物依存があった（当時は合法であった）。薬物に手を出すのはワトスンが何年もかけて止めさせた（但し完全に止めたわけではなく、いずれ再発する可能性があったようだ）。後年になるとこういったディレッタント風の退廃的な生活態度をやめ、野山や草木に親しむ保守的な英国紳士風の様子を見せるようになる。
生年月日や家族など私的な事柄については、本編中にはっきりした記述はない。「最後の挨拶」で"the man of sixty"とあるのがホームズの年齢に関するほとんど唯一の記述である。ただ、生年月日は1854年1月6日とする説が有力である。また、出身はイングランドのヨークシャー州北ライディングという説が有力である。

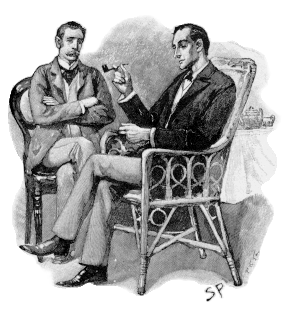
ワトスン博士とホームズ（シドニー・パジェット画）

家族については、兄のマイクロフト以外はほとんど言及がない。本人は、先祖は地方の地主で、祖母がフランスの画家オラース・ヴェルネの姉妹だと述べている（「ギリシャ語通訳」）。また、ワトスンが開業していた病院を買い取ったヴァーナーという若い医者が、ホームズの遠縁に当たるという記述が見られる（「ノーウッドの建築業者」）。父と母に関する記述は本編中には無い。
出身大学についても本編中にはっきりした記述はない。「グロリア・スコット号事件」ではトレヴァーをカレッジで唯一の友人と記述し、「マスグレーヴ家の儀式」ではレジナルド・マスグレーヴを学寮が同じでちょっとした知り合いと述べている。この2人は同じ大学であるとすると矛盾が生じるため、ホームズは2つの事件の間に大学を変わったのではないかと考えるシャーロキアンもいる。その2校の大学は、ケンブリッジ大学とオックスフォード大学であり、ホームズが1つの大学の学生であったと考えている研究者も、彼が通った大学はこの内のいずれかだろうとみなしている。

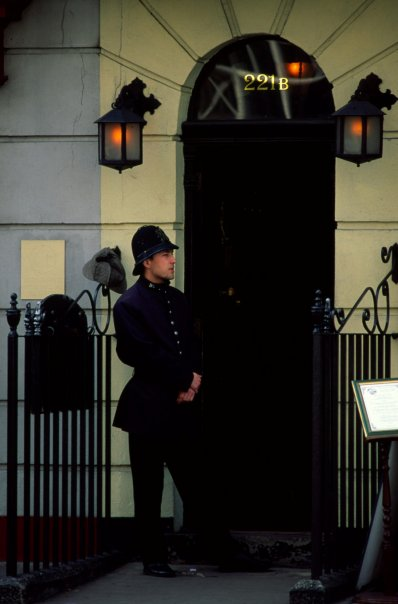
ベイカー通り221Bの玄関

ホームズはワトスンが書く自分の物語に関してはその書き方を特に批判している（だが、後にワトスンに「そこまで言うなら自分でやるように」と怒られて、自分で書く羽目になった「白面の兵士」では読者を喜ばせるためにワトスンと同じ書き方をしてしまい、反省する一幕がある）。また、ワトスンはホームズの許可をもらわなければその事件に関する物語を書くことはできない。基本的に自分の名を世間に知られるのは好ましくないと考えている（その割には、ワトスンを自分の「伝記作家」と呼ぶこともあるが）ため、中々許可を出さないが（他にも依頼人の立場などを考慮していることもある）、稀にいきなりワトスンに連絡を取って一方的に許可を出すこともある。
人物評においては辛辣であり、後にその発言を覆しているものの先輩格であるC・オーギュスト・デュパンやルコックを批判したりしている（『緋色の研究』）。
ホームズは女性嫌いとしても知られており、基本的に女性を信用していないようである（「どんなに立派な女性でも100%は信用できない」と言ってワトスンの機嫌を損ねたことがある）。ただし、女性の勘については一目置いており、また、女性には紳士的に接する。ワトスンがメアリー・モースタンと結婚した際にも「お祝いは言わないよ」と言っている。もっとも、メアリーに悪い感情を持っていたわけではないようで結婚後、開業医になったワトスンを事件の捜査において協力を求める際にもメアリー（あるいはそれ以外のワトスンの妻）を気遣うような発言もしている（「株式仲買店員」）。ごくごく稀にだが、女性に惹かれることもあり、「ライオンのたてがみ」で出会ったモード・ベラミー嬢には「彼女に出会っては、どんな青年も無関心ではいられまい」「最も完成された非凡な女性」と感銘を受け、数瞬であるが目を奪われている。
彼の多才な能力はそのまま犯罪に使うこともできるため、ホームズ自身、自分が犯罪者になれば大変なことになっていたであろうという旨の発言をし、また、犯罪紛いの行動を取った際にはレストレード警部にも釘を刺されている。
再三にわたってナイトの地位を辞退している。本人は肩書きが無いのを好むためと言っているが、その一方でフランス政府からのレジオンドヌール勲章は受章しており（「金縁の鼻眼鏡」）、この矛盾については正典内で明確な説明はない。
作者は「シャーロック・ホームズ」と正式に名付ける前に「シェリングフォード」（Sherringford）ないしは「シェリンフォード」（Sherrinford）という仮称を設定しており、後世のパスティーシュ作品にその設定が引用される事がある。日本国内においては「Shellingford」や「Shellinford」と誤って表記される事も多い。

## 緋色の研究における人物評
第1作『緋色の研究』の序盤で、ワトスンはホームズに以下の評価を下している。
1. 文学の知識：なし。
2. 哲学の知識：なし。
3. 天文学の知識：なし。地球が太陽のまわりを公転していることを知らない。
4. 政治学の知識：わずか。
5. 植物学の知識：多様。ベラドンナや阿片、毒薬に特に詳しい。園芸の知識はない。
6. 地質学の知識：限られているが実用的。ワトスンのズボンについた土の撥ね返りを見て、色と粘度からロンドンのどこで付いたか言いあてた。
7. 化学の知識：造詣深い。
8. 解剖学の知識：正確であるが体系的ではない。
9. 通俗文学の知識：計り知れない。今世紀(19世紀)に起こったほとんどの凶悪事件の詳細を知る。
10. ヴァイオリンの演奏が、かなり上手い。
11. 日本武術、フェンシング、ボクシングができる。拳銃や、ステッキ、乗馬鞭など武器を駆使して悪党を制圧する。
12. イギリスの刑事法に実用的な知識を持つ。

しかし、『緋色の研究』の事件においてホームズはワトスンの判断を覆すような引用・発言をし、後の作品でも多方面にわたる見識と知識を見せている。ワトスンは「後で騙されていたと気付いた」と述べている。『緋色の研究』の時点でこのような評価になった理由は、二人が知り合って間もないうえ、教養の必要性を主張するワトスンをホームズがからかったためだとされる。
他にも、シェイクスピアを引用したり「ボスコム渓谷の惨劇」のなかでホームズが現場に向かう時、「ポケット版 ペトラルカ詩集」を読んでいたりと、文学の知識がなしとするのは言い過ぎだろうと、北原尚彦は述べている。

## モデル

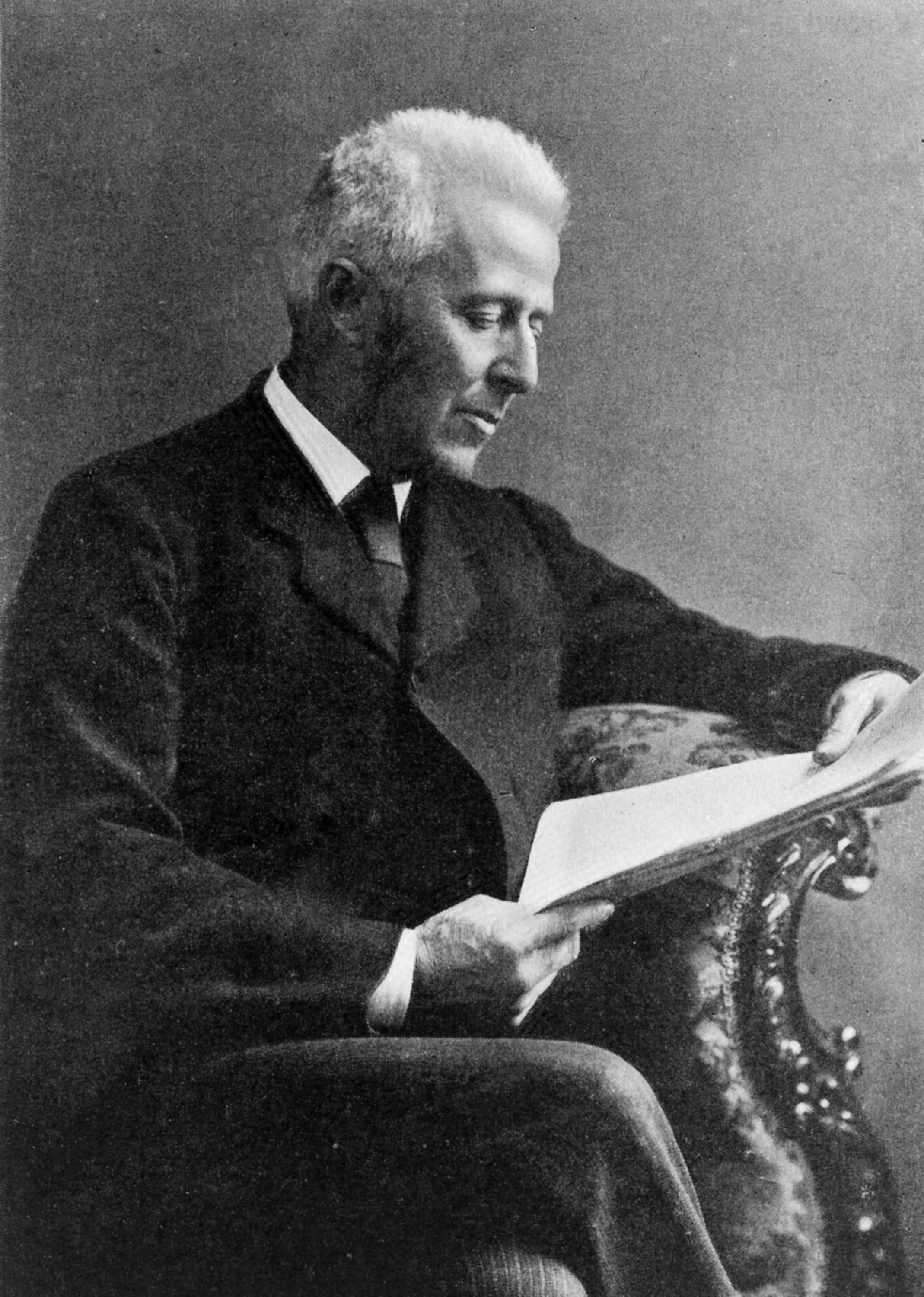
ジョセフ・ベル博士

ホームズのモデルは、作者の医学部時代の恩師で外科医であるジョセフ・ベルとされている。ドイルは1877年にベルに出会い、エジンバラ王立病院 (Royal Infirmary of Edinburgh) でベルの下で働いた。ベルは、病気の診断には観察力が重要だと学生に説き、訪れる患者の外見から病名だけでなく、職業や住所、家族構成までを鋭い観察眼で言い当てて、学生らを驚かせた。コナン・ドイルは、学生時代にベルの助手を務め、その行動を日頃から目の当たりにしていた。アーヴィング・ウォーレスは、著書『The Fabulous Originals』で初出し、後に加筆されて『The Sunday Gentleman』に収録されたエッセイで、ベルがおもにスコットランドで警察の捜査に何回も関与しており、1893年のアードラモント殺人事件 (Ardlamont murder) などにもたずさわり、多くの場合は法医学を専門としたヘンリー・リトルジョイ (Henry Littlejohn) 教授とともに働いていたと述べている。
一方で、ドイルの息子であるエイドリアン・コナン・ドイルは、実際にいくつかの事件で冤罪を晴らしたことのあるアーサー・コナン・ドイル自身が、ホームズのモデルであると主張していた。

## 経歴
以下はシャーロック・ホームズシリーズの記述から推測されるホームズの経歴である。これとは異なる経歴を支持するシャーロキアンも多いことを付け加えておく。
- 1854年（諸説あり[注釈 16]）、イングランドで生まれる。

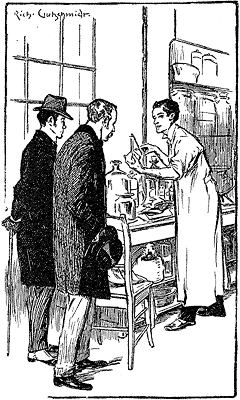
化学生時代のホームズ（1887年、リヒャルト・グッツシュミット画）

- 1872年、シャーロック、大学に入学。化学実験にのめり込み、余暇はヴァイオリンを演奏して過ごす。スポーツには、あまり興味を示さなかったものの、自己鍛錬のためにフェンシング、ボクシング、武術（バリツ）を習得。
- 1874年の夏、学友のヴィクター・トレヴァーの父親の勧めで私立探偵を志す（「グロリア・スコット号事件」）。大学生活でシャーロックの推理方法（アブダクション）は洗練され、大学内でも知れた存在になる。
- 1877年、23歳のシャーロックはモンタギュー街の大英博物館付近に部屋を借り、私立探偵を開業。しかし捜査・調査依頼は皆無だったため、暇な時間を将来役立ちそうな研究に費やす。
- 学友からの依頼が数件あり、全て解決する（「マスグレーヴ家の儀式」）。聖バーソロミュー病院解剖学教室入局。独自に血痕判定の新薬を開発（『緋色の研究』）。他にもユニークな研究論文を多数発表。
- 1881年、27歳の頃、ベーカー街221Bに転居。医師ジョン・H・ワトスンとの同居生活を始める。仕事の依頼も増え始める。『緋色の研究』事件を解決。脳の活性化を図り、モルヒネ及びコカインの吸引も積極的に行う。
- 1887年、『緋色の研究』の事件調査報告がビートンのクリスマス年鑑に発表され、広く世の人々がシャーロック・ホームズという探偵の存在を知る。
- 1888年、ボヘミア国王の依頼でアイリーン・アドラーから写真を奪い返そうとして失敗（「ボヘミアの醜聞」）。この頃、ワトスンが『四つの署名』に登場したメアリー・モースタン嬢と結婚し、診療所を持ち、ベーカー街221Bを去る。
- シャーロックは、ビリーという少年を雇い、身の回りの雑事をさせる（『恐怖の谷』）。
- 1891年、ジェームズ・モリアーティ教授の犯罪組織を粉砕。モリアーティ教授に襲われるもバリツを使い滝壷に叩き落とす。そのまま身を隠したため、世間では死亡説が流れる（「最後の事件」）。
- この後、2年間チベットを旅して回り、ラマ僧（もしくはリャマのかしら）と会見。シーゲルソンという偽名を使い探検記を発表。メッカを経てフランスに戻り、コールタール誘導体の研究に数ヶ月を費やす。
- 1894年、ベーカー街に帰還、探偵活動を再開（「空き家の冒険」）。妻メアリーに不幸があった（と考えられている）ワトスンもベーカー街へ戻る。その際、診療所をヴァーナーという医者に高値で売却。後にヴァーナー（フランス読みでヴェルネ）とは、シャーロックの親類の名で、代金を支払ったのはシャーロック本人であることが分かる（「ノーウッドの建築業者」）。
- 1895年、ワトスンによればホームズが最も精力的だった年。「ブルースパーティントン設計図」事件の解決によって、ヴィクトリア女王に謁見する。
- 1899年、シャーロックはエスコットという偽名を使い、ミルバートン家の女中と婚約（「犯人は二人」）。
- 1900年、サーの称号を辞退。
- 1902年、ワトスンが再びベーカー街を去る。シャーロックはシンウェル・ジョンソンという情報屋を使うようになる（「高名な依頼人」）。
- 1903年、49歳で探偵業を引退。風光明媚なサセックスの丘で隠遁生活に入る。
- 1909年、サセックス近辺で起きた教師変死事件を調査（「ライオンのたてがみ」）。
- 1912年、英国政府からの調査依頼で探偵業を再開。アルタモントという偽名を使ってアメリカに渡り、ドイツ諜報機関に侵入。ドイツ人に偽情報をリーク（「最後の挨拶」）。2年かけて1914年、ドイツ諜報機関の英国内におけるネットワークを壊滅させ、再引退。サセックスの丘へ帰る。
- 1926年、ワトスンの文章を批判し過ぎて怒られてしまったため、養蜂業を営みつつ、「白面の兵士」、「ライオンのたてがみ」を執筆、発表（「白面の兵士」冒頭）。

## 推理法
シャーロック・ホームズはよくアブダクションを使う。徹底した現場観察によって得た手掛かりを、過去の犯罪事例に関する膨大な知識、物的証拠に関する化学的知見、犯罪界の事情通から得た情報などと照らし合わせて分析し、事件現場で何が起きたかを推測する。しばしば消去法を用い、「不可能を消去して、最後に残ったものが如何に奇妙なことであっても、それが真実となる」（When you have eliminated the impossible, whatever remains, however improbable, must be the truth.）と述べている（「四つの署名」）。彼の観察力の鋭さは「白銀号事件」で犬が吠えなかったことを指摘したように、現場で起きた出来事だけでなく、現場で発生すべきなのに起きなかった出来事にも注目した点に表される。この事例は、ミステリ小説界に留まらず広く学問の世界においても、注意力と観察力は如何にあるべきかを示す事例として頻繁に引用される。エジプトの警察は過去、研修にシャーロック・ホームズを教科書として採用していた。
彼は音楽とタバコと有毒植物と過去の犯罪に特に詳しく、前例とタバコで解決した例も少なくない。タバコの灰の見分け方に関しては論文も書いている。
また、彼は、ベイカー街遊撃隊（ベイカーストリートイレギュラーズ）と呼ばれる貧しい少年達に小遣いを与えて、情報収集させることもある。

## 新たな物語

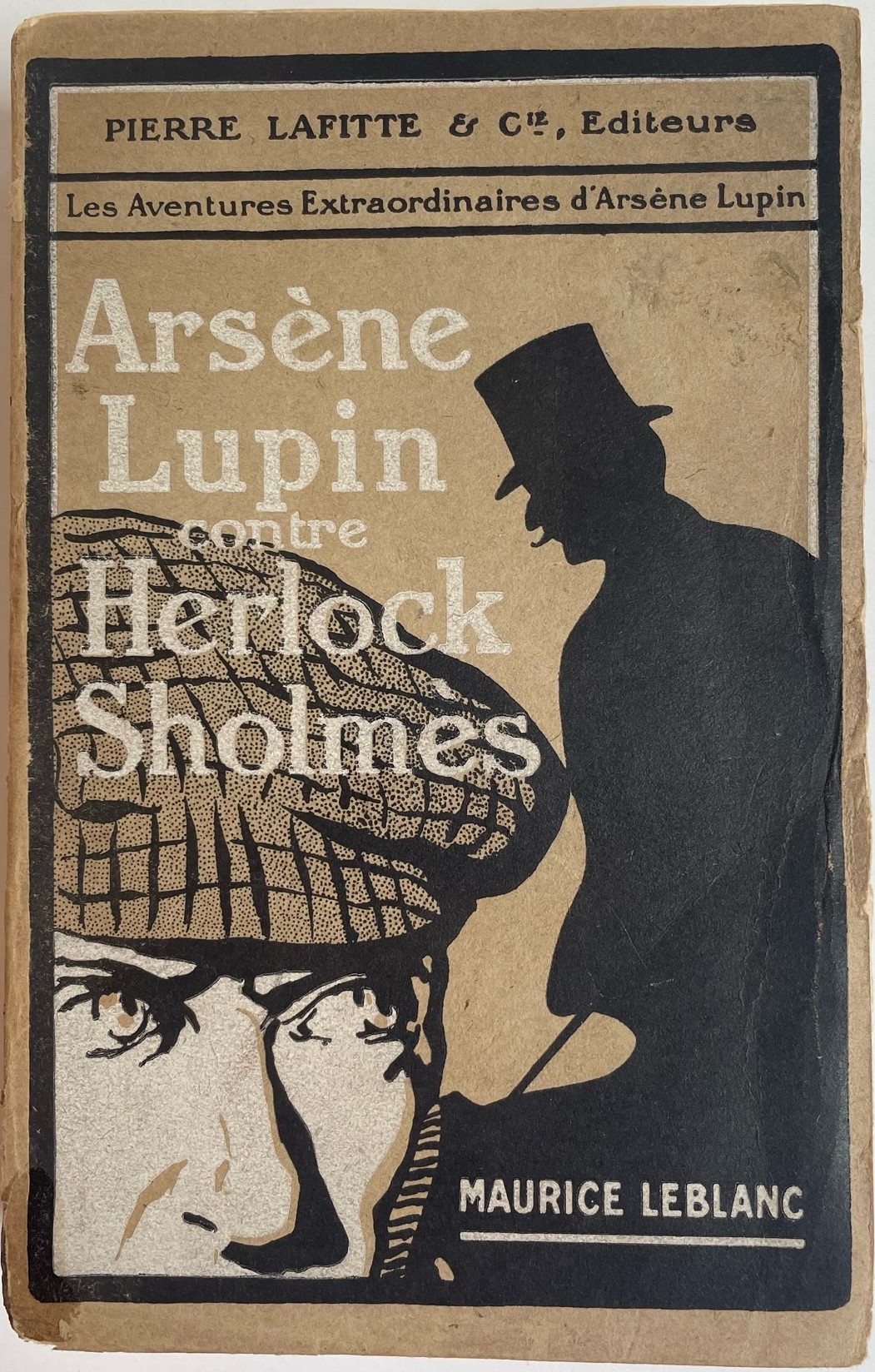
『ルパン対ホームズ』

ドイルに敬意を持った小説家や脚本家らによって、これまで数々のホームズの経歴に秘められたエピソードや裏話（外伝）が新たに与えられてきた。
最も古い作品の一つとして、モーリス・ルブランによって発表された一連の小説『遅かりしシャーロック・ホームズ』（190X年）『ルパン対ホームズ』（1906年）『奇巌城』（1909年）が知られる。これらの作品は、19世紀末あるいは20世紀初頭のフランス・パリを舞台に、大怪盗アルセーヌ・ルパンとホームズが対峙する物語である。
日本に関連する作品としては、1891年の「最後の事件」を終えた後にホームズが消息不明となっていた謎の3年間（大空白時代。チベットなどのアジアを旅していたとされる）から着想を得て生まれたものなどがある。以下に挙げる。
- Dale Furutani『The Curious Adventures of Sherlock Holmes in Japan』（2011年の小説）

「最後の事件」以降の謎に秘められていた期間、ホームズは実は密かに軽井沢に滞在していた。その小さな村でホームズが医師の”Dr.ワタナベ”とともに数々の事件を解決していく物語。欧米のシャーロキアンに人気の作品。
- 松岡圭祐『シャーロック・ホームズ対伊藤博文』（2017年の小説）

「最後の事件」以降の謎に秘められていた期間、ホームズは実は密かに来日していた。ホームズが「大津事件」の解決に挑むなかで、政界の重鎮伊藤博文伯爵と逢着する物語。日本で人気を博し、アメリカで翻訳版『A Scandal in Japan』も出版された。
- Mitch Cullin『A Slight Trick of the Mind』（2005年の小説）

1943年以降の現役を引退しているホームズ（93歳-）をめぐる物語。日本人のホームズファン”ウメザキ”に誘われ、敗戦直後の広島を訪れた。また日本人の外交官であったウメザキの父が、ホームズとイギリスで交流があったことも明かされている。のちにイアン・マッケラン主演で映画化され、ウメザキ役を真田広之が演じた。

## ホームズ愛好家
あまりにも人気があるため、実在の人物と見なして（ただし、本当に実在していると信じているという訳ではない）、数多くの人達がホームズを研究している。彼らは、イギリスではホームジアン、アメリカや日本ではシャーロキアンと呼ばれる。シャーロキアンの組織は世界中にあるが、1934年にアメリカのニューヨークで設立されたベイカー・ストリート・イレギュラーズが最も古い。イギリスのロンドンにはシャーロック・ホームズ協会が、日本には日本シャーロック・ホームズ・クラブがある。

## シャーロック・ホームズを演じた俳優たち
ホームズはまた、最も多くの俳優に演じられた架空人物でもある。ギネス世界記録によれば、「75人以上の役者」によって「254回演じられた」ことが「最も多く映画とテレビで描かれた架空の人物」として記録されている。

### 映画・テレビ
ホームズ映画は映画そのものとほぼ同じ歴史を持つとも言える。最初期の無声映画時代には、ドイルの許可も得ないホームズ映画が相当数創られたと考えられている。
アメリカン・フィルム・インスティチュート (AFI) が企画した「AFIアメリカ映画100年シリーズ」では、『アメリカ映画の名セリフベスト100』で彼のセリフ「Elementary, my dear Watson」（「初歩的なことだよ、ワトスン君」）が65位にランク入りしている。
モーリス・コステロ
1905年の映画『en:Adventures of Sherlock Holmes; or, Held for Ransom』に出演。ドイルの原作に忠実な映画化が試みられた最初の例とされ、出演者の名前が判明している範囲で最も古い映画でもあって、ホームズを演じた映画俳優リストの最初に記載されることが多い。
エイル・ノーウッド
1921年から1923年まで、47本の無声映画（45本の短編と2本の長編）en:Sherlock_Holmes_(Stoll_film_series)でホームズを演じた。
クライブ・ブルック
1929年にトーキーで初めてホームズを演じる栄誉を担い、その後も1930年と1932年の映画でホームズを演じたが、その評判は芳しくはなかった。なお、当時まだ全ての映画館がトーキーの設備を備えてはいなかったので、彼の主演作はサイレント版とトーキー版の両方が製作され、厳密を期するならサイレント映画における最後のホームズ俳優でもあったことになる。ブルックが出演した作品でワトスンを演じたレジナルド・オウエンは、後にホームズも演じたが、どちらの役でも不評だった。
アーサー・ウォントナー
1931年から1937年まで5本の映画en:Sherlock_Holmes_(1931_film_series)でホームズを演じた。その一部は日本でもDVDが発売されている。
ベイジル・ラスボーン
ワトスン役のナイジェル・ブルース（Nigel Bruce）とのコンビで、1939年から1946年にかけての14本のシリーズen:Sherlock_Holmes_(1939_film_series)など、映画やラジオで人気を博した。「Elementary, my dear Watson」はウィリアム・ジレットが考案した台詞であるが、ラスボーンが映画で多用したことで定着した。現在でもアメリカでは「最高のホームズ」に推すファンが多い。しかし、当人はホームズの人気が先行し、ラスボーンでなく「シャーロック・ホームズ」のサインを求められるような扱いに耐えかねて、ワーナー・ブラザース社との契約が切れたのを機に降板したが、後にファンの強い要望に応える形で、幾つかのラジオドラマにホームズ役で出演している。
ロナルド・ハワード
1954年から1955年にかけて製作、放映されたアメリカのテレビ映画シリーズ「シャーロック・ホームズ」（en:Sherlock_Holmes_(1954_TV_series)）（全39話）でホームズを演じた。ワトスン役はハワード・マリオン＝クロフォード（Howard Marion-Crawford）。現在、廉価版 DVD が数社から販売されていて人気も高い。
ピーター・カッシング
怪奇映画界の名優として知られるが、英国映画『バスカヴィル家の犬』（1959年）でホームズを演じ、米ニューズウィーク誌に「生きて呼吸する過去最高のホームズ」と称賛された。1968年には BBC のTVシリーズ、1984年には単発のオリジナル TV ムービーでホームズを演じた。英国のホームズファン協会が唯一公認するホームズ俳優であったともいわれる。
ロバート・スティーブンス
1970年の『シャーロック・ホームズの冒険（The Private Life of Sherlock Holms）』でホームズを演じた。監督はビリー・ワイルダー、制作、脚本は
ビリー・ワイルダーとI.A.L.ダイアモンドの二人。ドクター・ワトスンはコリン・ブレークリー、そして兄マイクロフトはクリストファー・リーが演じた。
音楽は『ベン・ハ―』のミクロス・ローザ。
クリストファー・プラマー
1977年のテレビドラマ「Silver Blaze」と1979年の映画『黒馬車の影』でホームズを演じた。『黒馬車の影』は日本でもDVDが発売されている。
ワシーリー・リヴァーノフ
ソ連のレンフィルム映画スタジオ制作のテレビ放映用劇映画『シャーロック・ホームズとワトスン博士』計5本 （1979-86年）でホームズを演じた。元々舞台俳優だったが、人形アニメ『チェブラーシカ』でワニのゲーナの声を担当したり、後には映画も監督する等、多彩な活動を行っている。ワトスン役のヴィターリー・ソローミンとのコンビは、その後も続き、90年代前半にはモスクワで「ディテクティーフ（探偵）」という劇場を数年間主宰した。リヴァーノフは2006年に大英帝国名誉勲章を授与されている（授与の理由は、一説では「スクリーンにおける最高のホームズ像」により、また別の説では「英国とロシアとの友好に貢献したこと」による）。2007年にニュージーランドで発行されたホームズ記念ミント銀貨では、ソローミンと共に肖像のモデルとなったり、同年モスクワの英国大使館の脇に彼とソローミンをモデルとするブロンズのホームズ・ワトスン像が建立されるなど、近年特に英語圏での再評価が進んでいる。
ジェレミー・ブレット
グラナダテレビの5シーズンにわたるシリーズ『シャーロック・ホームズの冒険』に主演した。その姿はシドニー・パジェットが描いた挿絵から抜き出て来た程とまで言われ、奇抜かつ繊細な演技でホームズを演じた。ブレットの演じたホームズは現在でも史上最高と幅広く評価されており、ウィリアム・ジレット、ピーター・カッシング、ベイジル・ラスボーンをも凌ぐとされている。また、彼がホームズを演じている間、彼には世界中から毎週3000通ものファンレターが届いていたという。同シリーズの制作理念が、コナン・ドイルの描いた世界の忠実な映像化であったこともあり、ジェレミー・ブレットのホームズは、ロンドン市内でディアストーカー（鹿撃ち帽）やインバネスコートを着用することほとんどなかった。TV版に出演する前であるが舞台版のホームズ作品ではワトスンを演じていることから、ホームズ、ワトスンを媒体は異なるが両人共に演じた珍しい役者となっている。ブレットは、1984年から1994年までホームズを演じ続け、20世紀後半を代表するホームズ役者となったが、全集を完成する前に心臓病のため短編集を含む18作品を残して他界した。本作は2022年現在でも人気が衰える事がなく、地上デジタルテレビ放送に合わせて高画質にリマスター化され、NHKだけでなくCATVのチャンネルでも数多く再放送されており、いまだ多くの人々に愛されている。
なお、同シリーズがNHKで放映された際には、一貫して露口茂が吹き替えを担当し、ファンから好評を博している。しかし、NHKで放映された際には1時間枠にカットされていた。DVD収録時には露口は芸能界から引退状態にあり、放映時カットされた部分のみを諸角憲一が露口に代わって追加収録している。
クリストファー・リー
ホームズと兄マイクロフトを両方演じた唯一の俳優とされる。他に『バスカヴィル家の犬』のヘンリー・バスカヴィルも演じている。
ホームズを演じる際に吹き替え版で声をあてたのは大木民夫。
1962年の『Sherlock Holms und das Halsband des Todes』(日本未公開)でホームズを演じる。ドクター・ワトスンはトーリー・ウォルターズ。1991年『Sherlock Holms and the Leading Lady』と1992年『Sherlock Holms:Incident at Victoria　Falls』（いずれもテレビ映画、「Lady」は日本未公開、「Victoria Falls」は1996年に公開された模様。「Lady」は邦題「ホームズとプリマドンナ」、「Victoria Falls」は邦題「ヴィクトリア瀑布の冒険」で『新シャーロック・ホームズの冒険』として2005年にDVD発売）でもホームズを演じる。ドクター・ワトスンは二作ともパトリック・マクニ―。また「Lady」にはジークムント・フロイトやエリオット・ネスが、「Victoria Falls」ではセオドア・ルーズベルトが登場している。
ニコラス・ロウ
映画『ヤング・シャーロック/ピラミッドの謎』（1985年）に主演。ホームズの学生時代を描いたオリジナルストーリーで、当時18歳のロウは史上最も若くしてホームズを演じた俳優となった。2015年の映画『Mr.ホームズ 名探偵最後の事件』では劇中劇のシャーロック・ホームズ役の俳優を演じた。
マイケル・ペニントン
1987年のテレビ映画「帰ってきたシャーロック・ホームズ」でホームズを演じた。日本でもテレビ放送されVHSも発売されたがDVDは未発売。
マット・フリューワー
テレビ映画「バスカヴィル家の犬（The Hound of the Baskervilles）」（2000年）、「四つの署名（The Sign of Four）」（2001年）、「ボヘミアの醜聞（The Royal Scandal）」（2001年）、「シャーロック・ホームズ vs ヴァンパイア（The Case of the Whitechapel Vampire）」（2002年）でホームズを演じた。いずれも日本でもDVDが発売されている。
リチャード・ロクスバーグ
「バスカヴィル家の獣犬（The Hound of the Baskervilles）」（2002年）では彼がホームズを演じた。ちなみにロクスバーグは舞台ではドクター・ワトスンを演じており、また『リーグ・オブ・レジェンド/時空を超えた戦い』ではホームズの宿敵のジェームズ・モリアーティ、また『コナン・ドイルの事件簿』にも出演するなどホームズ関連の作品には関わりが深い俳優である。
なお、ホームズとモリアーティを両方演じた俳優は映画・テレビでは他にアンソニー・ヒギンズが、ラジオドラマではオーソン・ウェルズがいる。
ソフト制作で吹き替えを務めたのは津嘉山正種である。
ルパート・エヴェレット
テレビ映画「シャーロック・ホームズ 淑女殺人事件」（2004年）でホームズを演じた。日本でもDVDが発売されている。
ロバート・ダウニー・Jr
ガイ・リッチー監督のハリウッド映画『シャーロック・ホームズ』（2009年）、『シャーロック・ホームズ シャドウ ゲーム』（2011年）でホームズを演じた。アクション満載の娯楽大作で、従来の紳士的なイメージを覆す異色のホームズ像は、公開当時は賛否が割れたが、生粋のアメリカ人ながらキングスイングリッシュを見事に操る高い演技力が評価され、ゴールデングローブ賞 主演男優賞 (ミュージカル・コメディ部門)を受賞した。
一方で、植物学・薬学・化学の知識が深い、フェンシング・ボクシング・ステッキ術の達人である（原作では設定のみで披露されることが少ない）、薬物中毒を患っている、ディアストーカーは着用しないなどといった原作に近い部分も多い。ダウニー自身も、かつて薬物問題を抱えていたことで知られるが、インタビューでは「7%の溶解液（原作でホームズが常用しているコカイン）は僕に言わせると薄すぎる」とジョークにしている。
劇場公開された際に吹き替えを務めたのはダウニー・Jrの吹き替えを専任で務めていた藤原啓治。日曜洋画劇場では大塚芳忠が務めている。
ダウニー・Jrが主演した『アベンジャーズ/インフィニティ・ウォー』（2018年）では後述のベネディクト・カンバーバッチも出演しており、2人のホームズ俳優が共演した。また、『アベンジャーズ/エンドゲーム』（2019年）ではダウニー・Jrとカンバーバッチに加えてテレビ映画『ヤング・シャーロック・ホームズ 〜対決!モリアーティ教授〜』（2002年）でホームズを演じたジェームズ・ダーシーも出演しており、1本の映画に3人のホームズ俳優が出演するという非常に珍しい例となった（ただし、3人が共演するシーンはない）。
ベネディクト・カンバーバッチ
BBC制作で2010年から放送のテレビドラマ『SHERLOCK（シャーロック）』でホームズを演じた。舞台が21世紀という異色の作品であるが、頭脳だけでなくスマートフォンやGPSといった現代科学を駆使して推理するホームズを熱演した。本作は時代背景こそ異なるものの、高身長、女嫌い、地質学や解剖学等に詳しい反面、政治やゴシップに関心が無い等、ホームズの基本スタイルは変わっていない。ただし、原作が持つホームズのエキセントリックさが強調されており、一般常識や他者に対する配慮に欠ける描写が多い。しかし推理や頭脳明晰さを示す描写は最新技術も相まって非常に緻密かつ鋭いものになっている。本作は非常に高い評価を受け、英国アカデミー賞最優秀テレビドラマ賞、エミー賞ミニ・シリーズ部門脚本賞を受賞している。またジェレミー・ブレット以来、TVドラマでは久々のシリーズ化された作品ともなった。日本で放送された際の吹き替えは三上哲が担当。
ジョニー・リー・ミラー
CBS制作で2013年10月から放送のテレビドラマ『エレメンタリー ホームズ&ワトスン in NY』でホームズを演じた。舞台が21世紀のニューヨークという、イギリス以外を舞台にした作品。ロンドン警視庁の顧問だったが薬物依存症になり、恋人の死によってそれが悪化。リハビリ後に父親の住むニューヨークで生活することになったという設定。BBCのホームズ同様エキセントリックさが強調されており、頭脳明晰でありながら、尊大で社会的常識や他者に対する配慮に欠けるキャラクターとして描かれている。ピッキングやスリも得意であり、家には錠前のコレクションを飾っている。また、この作品ではルーシー・リューがワトスンを演じており、当初はホームズの薬物依存の再発を監視するために同居していた。上記の薬物依存が原因で酒は飲めず、またパイプを使うどころかタバコも吸わなくなっている。それでもタバコの吸い殻だけでどこの銘柄か当てることはできるという。
日本で放送された際の吹き替えは三木眞一郎が担当。
イゴール・ペトレンコ
ロシアの国営テレビ放送チャンネル1 で2013年11月に放送されたテレビドラマ『名探偵シャーロック・ホームズ』（全8回）でホームズを演じた（日本ではAXNミステリーで字幕版のみ放送）。本作の設定は異色であり、よく知られる名探偵ホームズ像は、ワトスンが実際のホームズをヒロイックに誇張し探偵小説の主人公として作り上げたもので、27歳のホームズより15歳ほど年上のワトスンとは、親子のような独特の信頼関係を築いている。頭脳明晰さや行動力、豊富な犯罪知識は原作通りだが、眼鏡をかけた書生のような風貌、恋に溺れる情熱的な性格、拳闘も射撃も苦手といった原作とはかけ離れた特徴を備えている。なおパイプではなく煙草派など原作の設定を取り込んだ要素もある。
イアン・マッケラン
2015年の映画『Mr.ホームズ 名探偵最後の事件』にて、現役を引退し1947年に93歳となった老齢のホームズを演じた。
ヘンリー・カヴィル
2020年の映画『エノーラ・ホームズの事件簿』シリーズ（原作には登場しないシャーロックの妹エノーラを主人公にしたオリジナルストーリー）でシャーロック・ホームズを演じた。
マクシム･マトヴェーエフ
2020年のロシアのテレビドラマ『シャーロック・ホームズ　ロシア外伝』でホームズを演じた。
ヘンリー・ロイド＝ヒューズ
2021年配信のNetflixオリジナルシリーズ『ベイカー街探偵団』でホームズを演じた。
他にロジャー・ムーア、ジェームズ・ダーシーなどもホームズを演じている。なお従来の推理物と違うものや、一風変わったホームズを演じた人物には以下のようなものがある。
バスター・キートン
主演作『キートンの探偵学入門（忍術キートン）』 （1924年、原題はSherlock Jr.）でホームズ（厳密には"Sherlock Jr."）を演じた。
マイケル・ケイン
映画『迷探偵シャーロック・ホームズ/最後の冒険』（1988年）に主演。ホームズが実はただの飲んだくれで、助手のワトスンこそが真の名探偵だったとする奇抜な設定で描いたミステリ・コメディ。
岸田森
NHKの『文化シリーズ・シャーロック・ホームズの世界』（1979年）でホームズを演じた。こちらのホームズは金髪（カツラ）である。『赤毛組合』などをドラマ化。
竹内結子
2018年にHuluで配信されたテレビドラマ『ミス・シャーロック/Miss Sherlock』でシャーロック（本名は双葉・シェリー・さら）という名のホームズを演じた。こちらのホームズは女性である。『SHERLOCK（シャーロック）』や『エレメンタリー』と同様に舞台は現代の世界。
ウィル・フェレル
2018年のコメディ映画『俺たちホームズ&ワトスン』でホームズを演じた。第39回ゴールデンラズベリー賞において最低主演男優賞にノミネートされ、作品自体はワースト作品賞を含む4部門を受賞した。
ディーン・フジオカ
2019年にフジテレビで放送されたテレビドラマ『シャーロック』で原作のシャーロックに相当する誉獅子雄を演じた。舞台は現代の東京。

### 舞台
ウィリアム・ジレット
ジレットは舞台で最も成功したと言われるホームズ俳優である。米国の俳優であったジレットはドイルの許可を得て自ら脚色した2本の舞台で、インバネス・コート、鹿撃ち帽、吸い口の大きく曲がったパイプなど、現在まで広く浸透しているホームズ像を形作った。1899年の初演から米国でロングランを続けたこの劇はついに大西洋を渡り英国でも上演された。英国でのビリー少年役はチャールズ・チャップリンが演じたこともある。ジレットは後年ラジオ番組でもホームズを演じている。ドイルはジレットに対し「舞台の中のあなたと比べると本の中のホームズは見劣りがする」と最大級の賛辞を送った。
H.A.セインツベリー
1910年にコナン・ドイル自身が「まだらの紐」を劇化した作品でホームズを演じた。のちに映画「恐怖の谷」でもホームズ役を演じている。第二の主役とも言える蛇は初めのうちは生きた本物の蛇を使用したが思い通りに「演技」をしないため評判が悪く途中から模造品が使用されたが皮肉にもこちらの方が好評であった。
レナード・ニモイ
1976年のジレット版リバイバルの舞台でホームズを演じた。ちなみに「スタートレック」で、彼の演じるミスター・スポックがホームズの言葉を引用する場面があり、実際に劇中で事件捜査を指揮する（スタートレックVI 未知の世界より）。
柿澤勇人
2019年、三谷幸喜演出の舞台｢愛と哀しみのシャーロック・ホームズ｣でホームズを演じた。
平野良
2019年ミュージカル「憂国のモリアーティ」、2020年「憂国のモリアーティ Op.2 大英帝国の醜聞」、2021年　「憂国のモリアーティ　Op.3 ホワイトチャペルの亡霊」でホームズを演じた。
北村諒
2020年、 『舞台 憂国のモリアーティ』のタイトルでホームズを演じた。
真風涼帆
2021年、宝塚歌劇団 宙組公演ミュージカル｢シャーロック・ホームズ -The Game Is Afoot-｣でホームズを演じた。
朝美絢
2023年、宝塚歌劇団 雪組公演ミュージカル｢『ボイルド・ドイル・オンザ・トイル・トレイル』－Boiled Doyle on the Toil Trail－｣でホームズ000を演じた。（朝美以外にも変装し姿を変えたホームズが複数登場し、それぞれ別々の俳優によって演じられている。）

### 劇場アニメ
- 『オリビアちゃんの大冒険』（1986年）
声：バリー・インガム（原語版）／青野武・安西正弘（日本語吹き替え版）
ネズミ界のホームズ（バジル）の声を担当した。
- 『名探偵コナン ベイカー街の亡霊』（2002年）では田中秀幸が声を担当した。同作では田中が声を当てている工藤優作(主人公・江戸川コナン/工藤新一の実父)をモデルにしている。
- 『屍者の帝国』（2015年）では高杉義充が声を担当した。

### テレビアニメ
- 『ルパン対ホームズ』（1981年）では、山城新伍が声を担当した。
- 『名探偵ホームズ』（1984年）

声：テレビ版 広川太一郎、劇場版 柴田侊彦
宮崎駿を中心に制作された通称「犬のホームズ」。ほぼ一貫してディアストーカーとインバネスコートを着用している。パイプは吸うがタバコやコカインなどには手を出さない紳士的なヒーロー探偵として描かれた。推理要素は薄く、アクションもこなすアクティブなキャラクターとなっている。
- 『歌舞伎町シャーロック』（2019年）

声：小西克幸
- 『憂国のモリアーティ』（2020年）

声：古川慎
タイトルロールであるモリアーティ教授と相対するもう1人の主人公として登場する。20代ぐらいの青年で、本作ではモリアーティとほぼ同年代。他のアニメ作品と比べてかなりワイルドでエキセントリックな性格をしており、正義感などはほとんどない。事件が起きることを喜び、自らの手で謎を解くことを最高の快楽としている。
一人称は「俺」。ディアストーカーやインバネスコートは着用せず、基本的にノーネクタイのスーツ姿。喫煙はパイプではなく紙巻きタバコのみ。劇中でワトスンが実際の事件をもとに執筆した小説の中では脚色され、一般的なホームズのイメージに近いキャラクターとなっている。
- 『ルパン三世 PART6』(2021年)

声：小原雅人
なお『ルパン三世』シリーズでは他に『ルパン三世 (TV第2シリーズ)』15話、同97話、『ルパン三世ゲームブック11 華麗なる挑戦(『ルパン三世H』にてコミカライズ）』にてそれぞれ別人のホームズ三世が登場する。

### コンピューターゲーム
- PCエンジンCD-ROM^2用ソフト『シャーロック・ホームズの探偵講座』（1991年）では、若本規夫が声を担当した。制作はビクターエンタテインメント株式会社。
- PSP用ゲームソフト『英国探偵ミステリア』（2013年）では、シャーロックホームズの息子、エルロック・ホームズJrとして登場。鈴木千尋が声を担当した。制作は花梨エンターテイメント。
- 任天堂 3DS用ゲームソフト『大逆転裁判』（2015年）では、主人公成歩堂龍之介のサポート役として登場。川田紳司が声を担当した。制作はカプコン。続編となる『大逆転裁判2 -成歩堂龍ノ介の覺悟-』にも、引き続きサポート役として登場している。
- アニプレックスのスマートフォン向けアプリゲーム『Fate/Grand Order』では、ルーラークラスのサーヴァント（英霊）として登場。水島大宙が声を担当。原作はTYPE-MOON、開発はLASENGLE

### 人形劇
- 『シャーロック ホームズ』（2014年）では、山寺宏一が声を担当した。この番組のホームズは15歳の少年であり、既に50代の山寺は当初渋ったが、オーディションを行って、脚本担当の三谷幸喜のOKが出たため、この役を引き受けることになった。山寺は映画『ヤング・シャーロック』のニコラス・ロウも吹き替えた事があり、原作以外接点の無い複数の作品に登場する学生時代のホームズ役で、声の出演を果たした稀有な例となる。また、2021年には『ルパン三世 PART6』で「銭形警部に変装したホームズ」を演じる機会も生じた[注釈 20]。

### ラジオドラマ
- TBSブリタニカのカセットブック「SOUNDミステリー」シリーズ（1987年）では、黒沢良が声を担当した。ワトスンの声は羽佐間道夫が担当。
- 新潮で発売されたホームズシリーズのCDでは小川真司が声を担当した。またその際ワトスンの声は永井一郎が担当してるが、オリビアちゃんの大冒険でも永井はワトスン（ドーソン）を担当している。